# Osaka Metro série 400
La série 400 (400系, 400-kei) d'Osaka Metro est un type de rame automotrice exploitée depuis 2023 sur la ligne Chūō du métro d'Osaka au Japon.

## Description
Les rames de la série 400 sont construites par Hitachi et comportent 6 voitures avec des caisses en aluminium. L'agence de Ken Okuyama est responsable du design intérieur et extérieur.
L'espace voyageurs se compose de banquettes longitudinales, sauf une voiture qui est équipée de sièges transversaux. Des sièges prioritaires et des espaces pour usagers en fauteuil roulant sont installés aux extrémités de chaque voiture et sont signalés par des portes bleues.

## Histoire
La première rame est entrée en service le 25 juin 2023. Un total de 23 rames doivent être introduites à l’occasion de l'exposition universelle de 2025.
La série a remporté un Laurel Prize en 2024.

## Services
Affectées à la ligne Chūō, les rames circulent également sur la ligne Kintetsu Keihanna.

## Intérieur
L'intérieur utilise une palette de couleurs apaisantes sur des sièges positionnés le long de la rame, sauf sur dans une voiture où des sièges individuels sont disposés dans le sens de la marche. Des sièges réservés (aux personnes à mobilité réduite, aux femmes enceintes, etc.) sont également disponibles. Les informations à bord sont écrites en langues japonaise, anglaise, coréenne et chinoise.
La série 400 devait initialement avoir une porte totalement vitrée entre la cabine et la partie voyageurs, mais à cause de problèmes structurels, la porte est uniquement vitrée sur sa partie supérieure.

Les porte-bagages sont 10 millimètres plus bas que sur les autres trains.

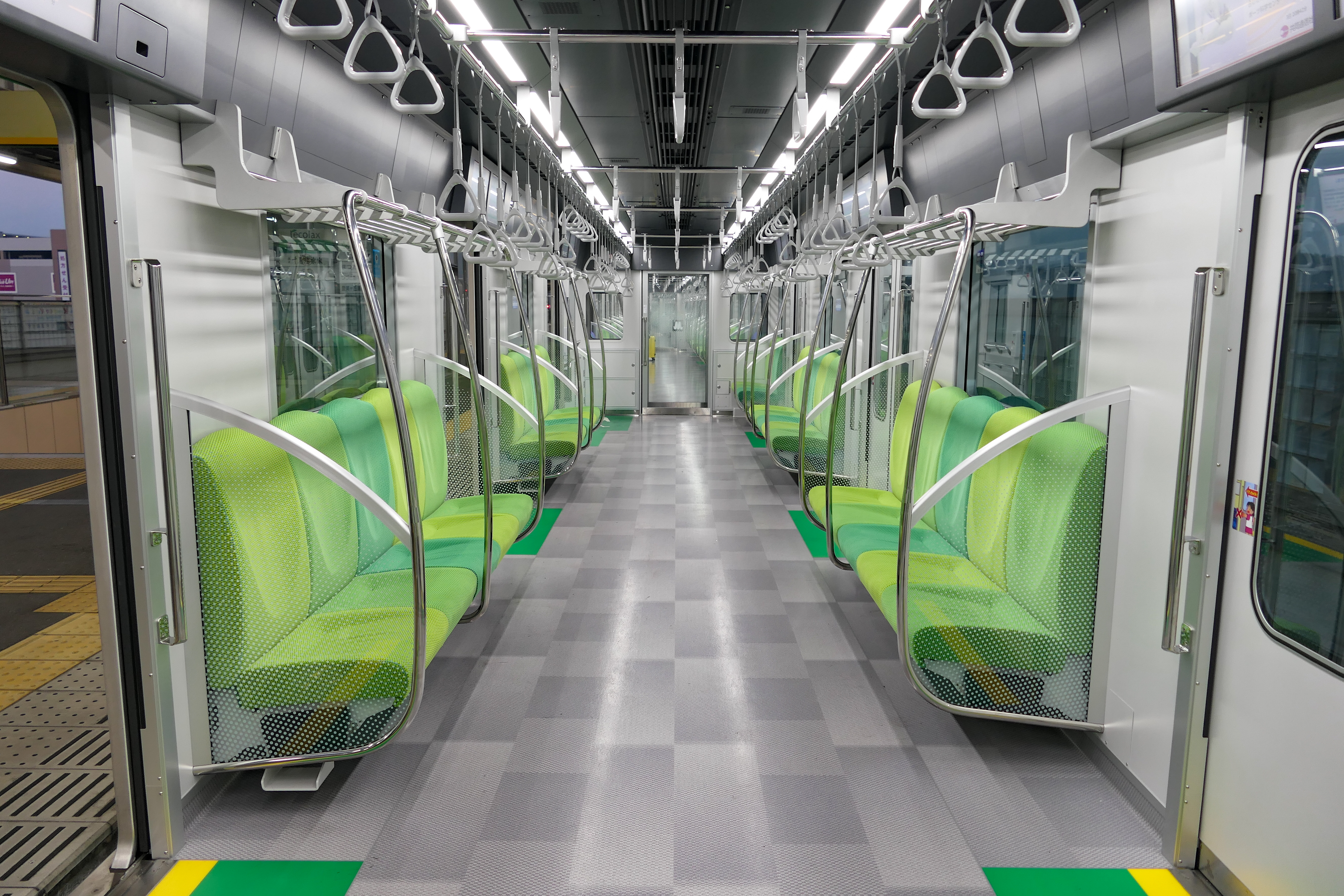
Intérieur de la rame.
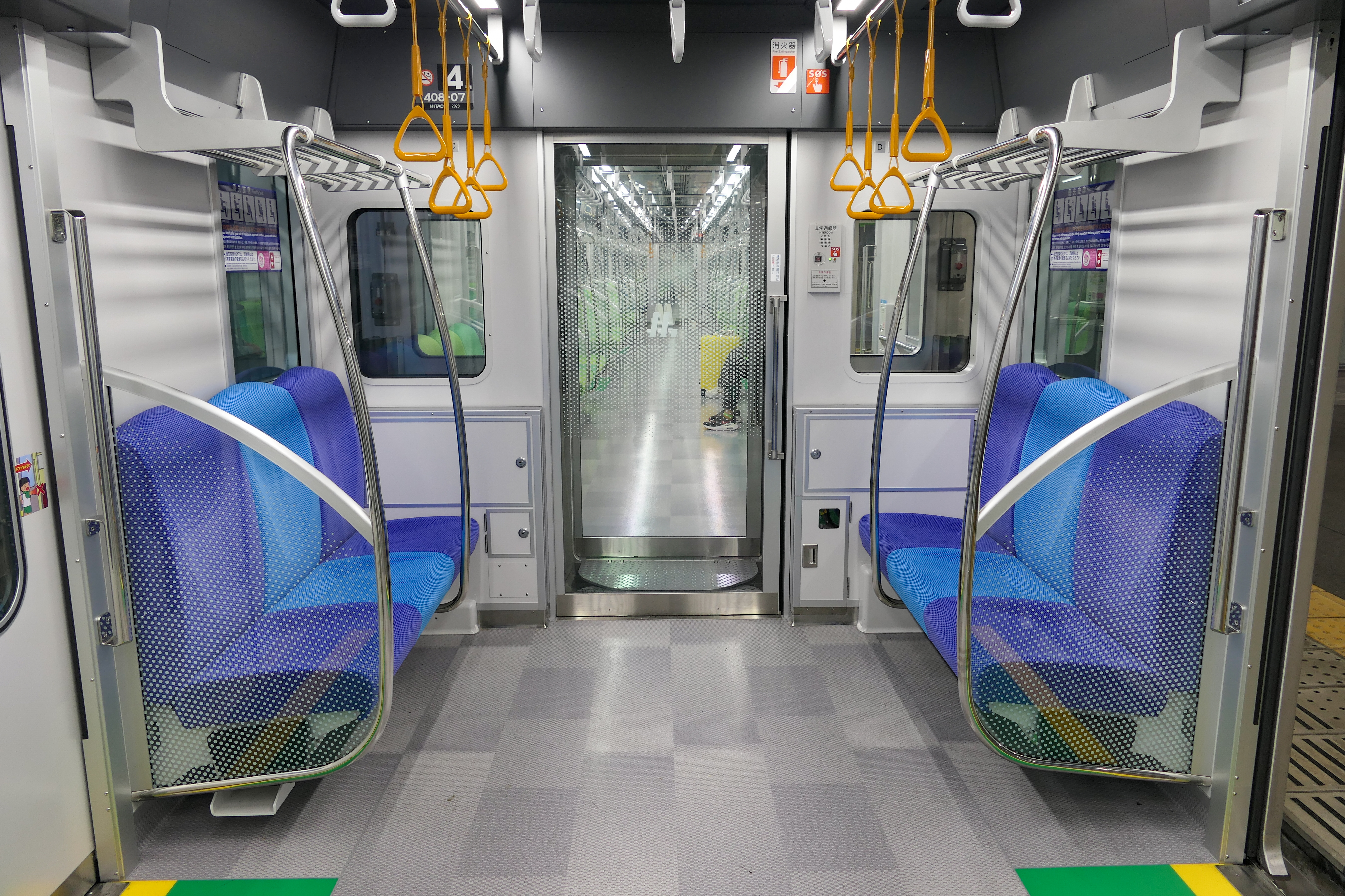
Sièges réservées/prioritaires.
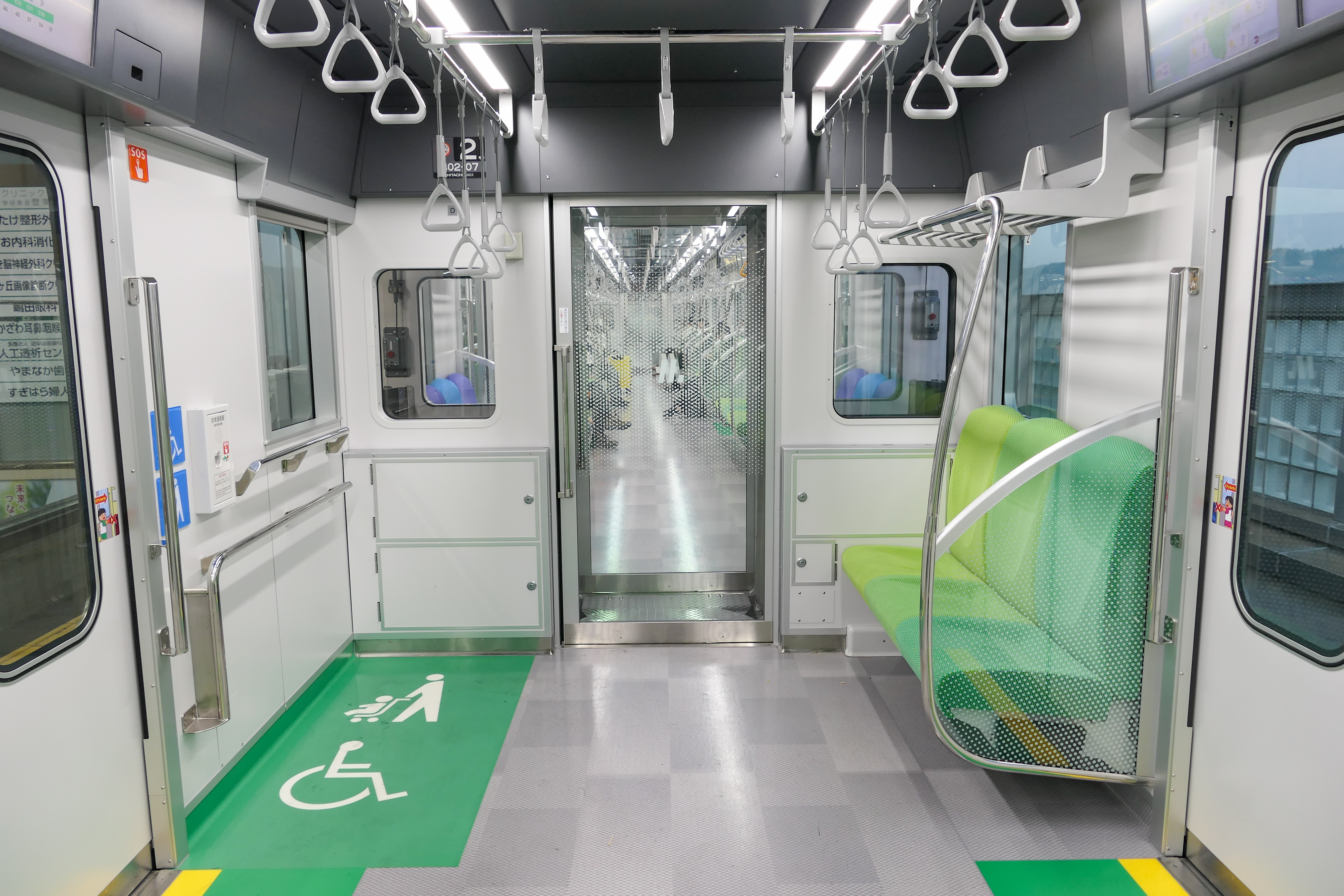
Un emplacement pour les personnes en fauteuil roulant.
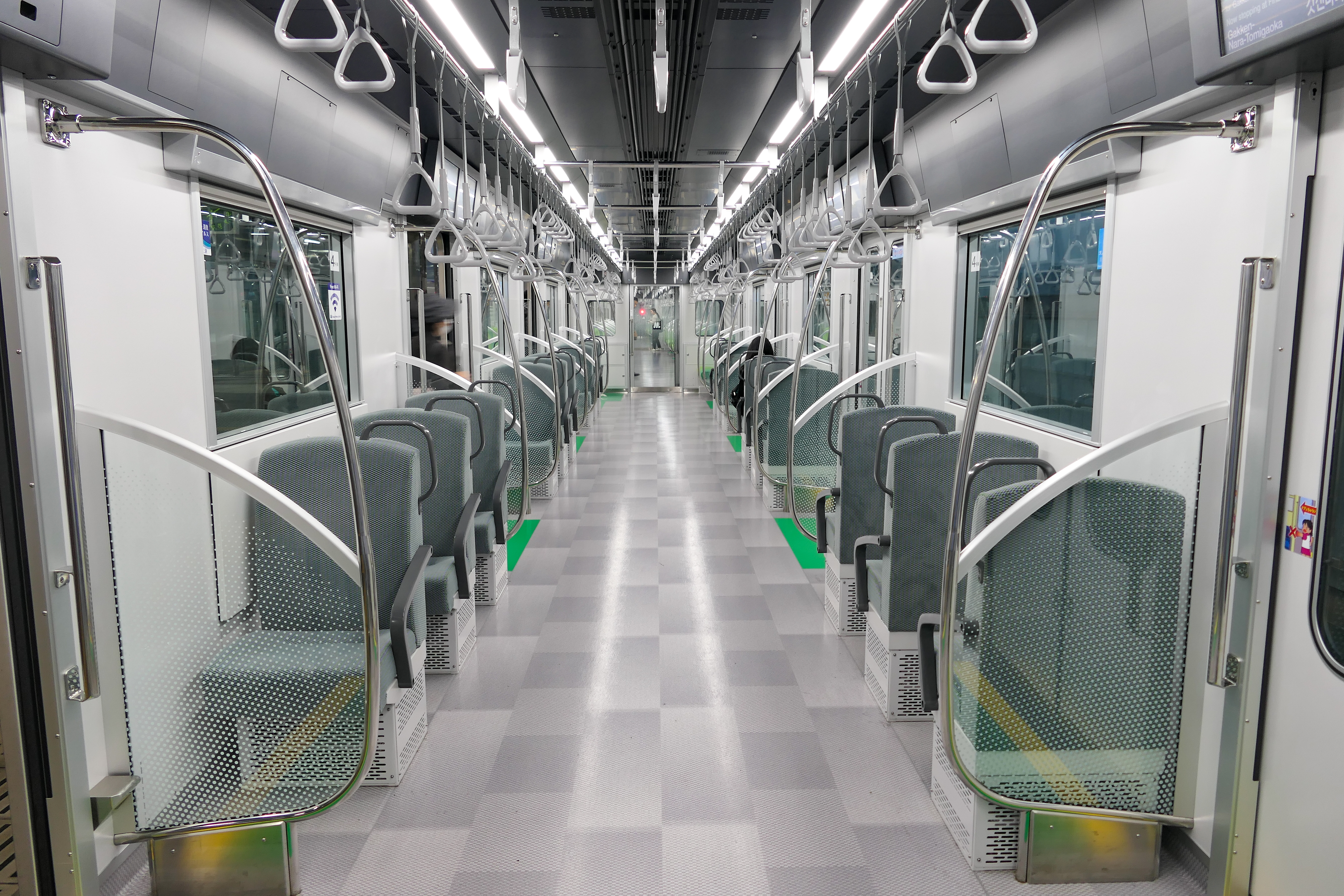
La voiture avec les sièges individuels.
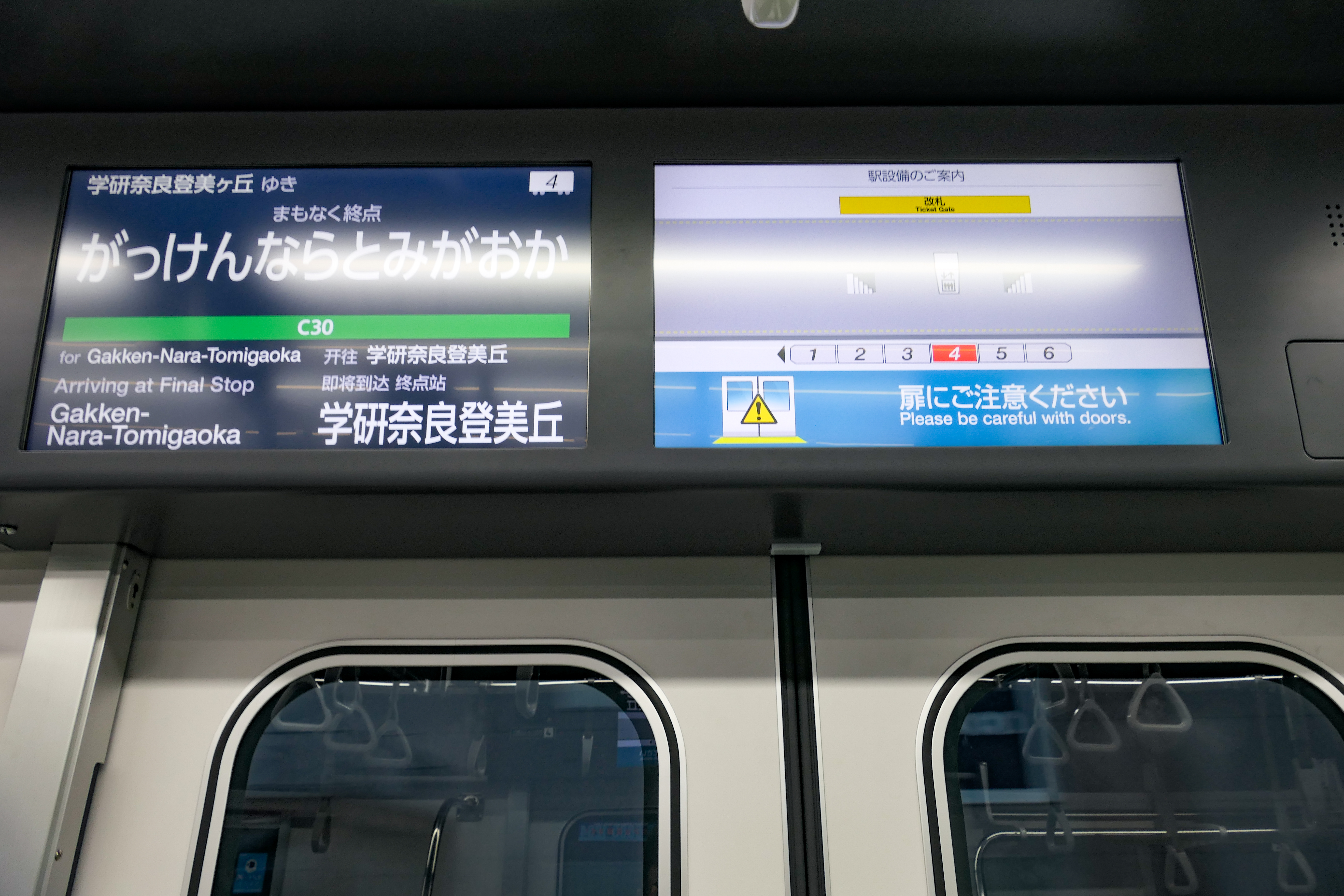
Écrans d'information voyageurs.
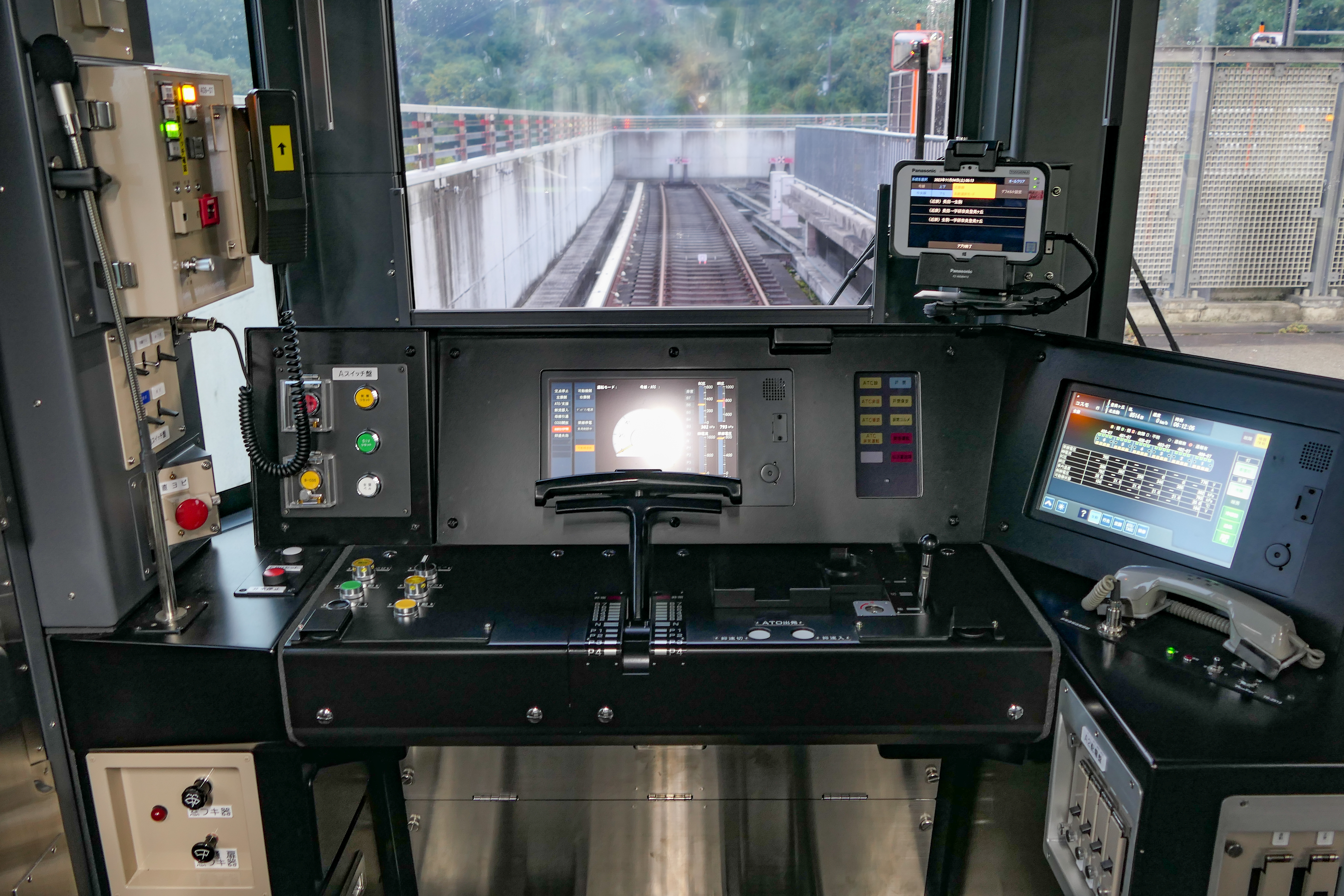
Cabine de conduite.